# Ana Cristina Wanzeler
Ana Cristina da Cunha Wanzeler (Muaná, 1960) é uma arquiteta e servidora pública brasileira. De 11 de novembro de 2014 a 1º de janeiro de 2015 foi ministra de Estado da Cultura.